# Wildflowers – The New York Jazz Loft Sessions

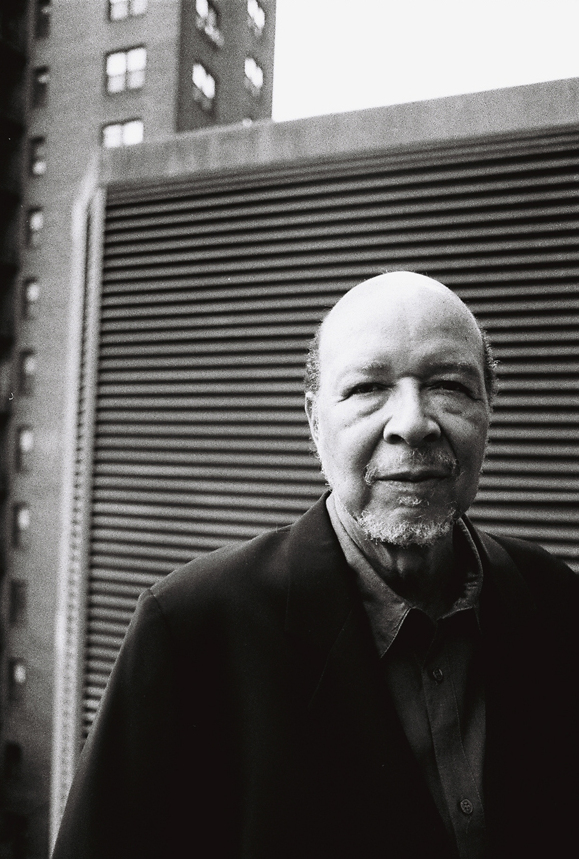
Dave Burrell

Wildflowers – The New York Jazz Loft Sessions ist eine Serie von fünf Jazz-Alben, aufgenommen in wechselnden Besetzungen zwischen dem 14. und dem 23. Mai 1976 im New Yorker RivBea-Studio von Sam Rivers und 1977 zuerst veröffentlicht bei Douglas Music und Casablanca Records. Erstmals 1999 erschienen die Aufnahmen als 3-CD-Edition.

## Die Musik des Albums
Eine der wichtigsten Veränderungen in den 1970er Jahren fand mit den Loft-Konzerten statt, die in New York als eine Alternative zu den kommerziell ausgelegten Clubs und Konzerthallen aufkam. Meist kooperativ von den Musikern selbst betrieben, wurden die Lofts zu Zentren kreativer Aktivität, um sich ein Umfeld außerhalb der Zwänge der Musikindustrie zu schaffen, das auch Möglichkeiten für Experimente bot.
Bereits 1972 fand in Sam Rivers’ Loft ein alternatives Jazzfestival statt, „das den inoffiziellen Beginn der Loft-Jazz-Ära bedeutete“; eine Entwicklung, die in die Eröffnung der Knitting Factory mündete, die „eine stabile Operationsbasis für Downtown-Improvisatoren und Avantgarde-Jazz-Musiker darstellte“. Das Loft von Sam Rivers in New York City war Treffpunkt einer Musikerszene, in der im Mai 1976 an sieben Abenden eine Reihe von experimentellen Jamsessions stattfand, bei denen 60 Musiker beteiligt waren.
Die ursprünglich auf fünf LPs (bzw. 2000 auf 3-CDs) veröffentlichten Wildflowers-Sessions dokumentierten schließlich die Musik der meisten in dieser Ära in den Vereinigten Staaten lebenden Musiker des Creative Jazz und Avantgarde Jazz. Neben Künstlern der New Yorker Szene der 1960er Jahre (Sunny Murray, Byard Lancaster, Marion Brown, Dave Burrell, Andrew Cyrille, Jimmy Lyons, Randy Weston, Ken McIntyre), kamen auch Musiker der Chicagoer AACM wie Anthony Braxton, Fred Hopkins, Roscoe Mitchell oder das Trio Air, der Black Artists Group aus St. Louis (wie Hamiet Bluiett, Oliver Lake oder Julius Hemphill) und jüngere Spieler wie Olu Dara, David Murray, Ahmed Abdullah und David S. Ware hinzu.
Scott Hreha führt aus, dass sich die musikalischen Veränderungen dieser Ära schon im ersten Titel Jays offenbaren, in dem Kalaparusha Maurice McIntyre sein Tenor über einem „super-funky electric bass-driven groove“ spielt. Weitere Titel zeigen den „Free Jazz am Beginn, sich genießbareren Elementen zu öffnen“, die unter dem Etikett Jazz Fusion zu verschiedenen Ergebnissen führten. Die weitere Musik der ersten CD enthält Musik von Ken McIntyre, Sunny Murray, der mit seiner Band Untouchable Factor den Jazzstandard Over the Rainbow analysiert, sowie von Sam Rivers, dem Jazztrio Air um Henry Threadgill, dem perkussiv orientierte Ensemble Flight to Sanity um den Pianisten Sonelius Smith, außerdem  Marion Brown, der lyrischer Solist in And Then They Danced ist.
Die zweite CD enthält Musik in einer Spannbreite zwischen eher Struktur-orientierter, Fusion-beeinflusster Musik und frei angelegtem Spiel, wobei den „Strukturalisten erkennbar der größte Raum eingeräumt wird.“ Das kammermusikalische Werk Locomotif No. 6 von Wadada Leo Smith und seiner Formation New Delta Ahkri, das Flamenco-Folk-beeinflusste Clarity 2 von Michael Gregory Jackson, der harte Chicago Blues eines Hamiet Bluiett in Tranquil Beauty und das gefällige Pensive von Julius Hemphill. Es folgen Ahmed Abdullahs Fusion-Experimente in Blue Phase, in dem er E-Bass und Kontrabass kombiniert. Improvisierte Musik bietet Andrew Cyrilles Short Short.
Die dritte CD enthält kürzere Titel wie Oliver Lake (Zaki), mit Michael Gregory Jacksons stark durch den Synthesizer verfremdeter Gitarre, Jimmy Lyons’ Push Pull, mit Perkussion und Karen Borcas Fagottspiel. Hinzu kommen zwei längere Mitschnitte, zum einen Roscoe Mitchells Chant (in dem er einen Marathon in Zirkularatmung absolviert), und das 17-minütige Something’s Cookin’ von Sunny Murray und seiner Formation The Untouchable Factor, das „als fragiles Netz durch Murrays Cymbal-Geflüster eingeleitet wird“; die Stimmung mündet in Jamals Vibraphonspiel und einem Dialog zwischen David Murray und Byard Lancaster, um in einem Spiritual mit Hopkins’ gestrichenem Bass und Lancasters Flöte zu enden.

## Bewertung

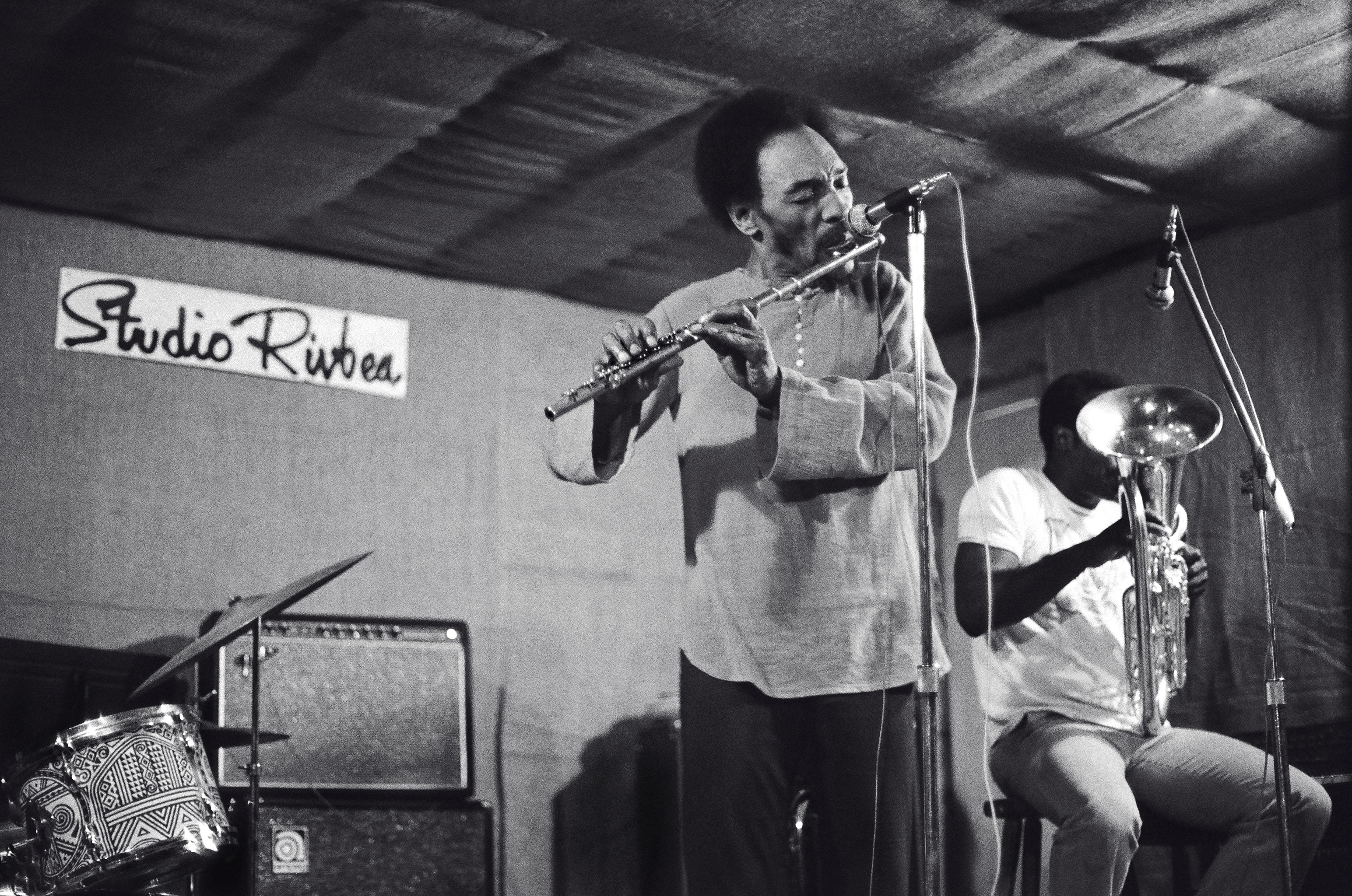
Sam Rivers und Joe Daley im Studio Rivbea (1976)

Nach Ansicht von Scott Hreha fangen die Mitschnitt der Sessions aus Sam Rivers’ Loft Studio Rivbea eine Art von Graswurzel-Energie ein, die aus heutiger Sicht die frühen Wege der Ästhetik der New Yorker Musikszene einfange, die später in Veranstaltungen wie das Vision Festival gemündet sei. Die Ausgabe der Knitting Factory’s Knit Classics bringe teilweise brauchbare Musik zurück; auch wenn es auf den Tonträgern einige weniger erfolgreiche Titel gebe, so sei doch die Ausgabe allein schon durch ihr Booklet mit dem Archiv-Material an Fotografien, Poster-Reproduktionen und dem historischen Essay des Kritikers Howard Mandel sehr bedeutsam.
Ken Dryden merkt in seiner Besprechung des Auswahlalbums Jazz Loft Sessions im Allmusic die Spannbreite der Musik-Avantgarde an; zu den hervorhebenswerten Titeln zählt er Tranquil Beauty ein „ein kuriose Verschnitt aus New Orleans Jazz mit Free Jazz“ und Randy Westons dramatisches Portrait of Frank Edward Weston. Die einzig auffallende Enttäuschung sei David Murrays Shout Song, „eine quietschende Miniatur, die als Beweis dient, warum der Autor [und beteiligte Musiker] Stanley Crouch sich selbst einen abtrünnigen Avantgarde-Jazz-Drummer nannte.“ Auch wenn nicht jeder Titel jedem Käufer gefallen möge, enthalte das Album genügend wertvolle Musik die die Anschaffung lohne.
Scott Yanow vergab an die Gesamtausgabe Wildflowers: The New York Loft Jazz Sessions – Complete die Höchstnote; er merkte jedoch an, die beiden ausgedehnten Sessions (Wildflowers 5) mit Sunny Murray und seinem Quintett sowie mit dem Roscoe Mitchell-Trio seien primär etwas „für Hörer mit offenen Ohren, die an erforschender Musik interessiert sind.“

## Editionsgeschichte
Die ersten fünf Ausgaben der Sessions erschienen auf LP bei Douglas Music bzw. bei Casablanca Records 1999 wurden alle Sessions auf 3-CD-Kompilation Wildflowers: The New York Loft Jazz Sessions – Complete (Knit Classics – KCR-3037) veröffentlicht; 2005 die 3-CD-Edition Wildflowers Loft Jazz New York 1976 (Douglas AD-10).

## Liste der Titel

David Murray, 1980, Amsterdam

### Wildflowers 1
- Wildflowers 1: The New York Loft Jazz Sessions (Douglas – NBLP 7045)[7]

1 – Kalaparusha Maurice McIntyre: Jays 6:00
- Tenorsaxophon – Kalaparusha Maurice McIntyre
- Schlagzeug – Jumma Santos
- E-Bass – Chris White

2 – Ken McIntyre: New Times 7:25
- Klavier – Richard Harper
- Perkussion – Andrei Strobert
- Congas – Andy Vega
- Altsaxophon – Ken McIntyre

3 – Sunny Murray & The Untouchable Factor: Over The Rainbow (Harold Arlen) 5:30
- Tenorsaxophon – David Murray
- Vibraphon – Khan Jamal
- Bass – Fred Hopkins
- Schlagzeug – Sunny Murray
- Altsaxophon – Byard Lancaster

4 – Sam Rivers: Rainbows 10:00
- Sopransaxophon – Sam Rivers
- Bass – Jerome Hunter
- Drums – Jerry Griffin

5 – Air: Usu Dance 7:45
- Schlagzeug, Perkussion – Steve McCall
- Bass – Fred Hopkins
- Altsaxophon – Henry Threadgill

### Wildflowers 2

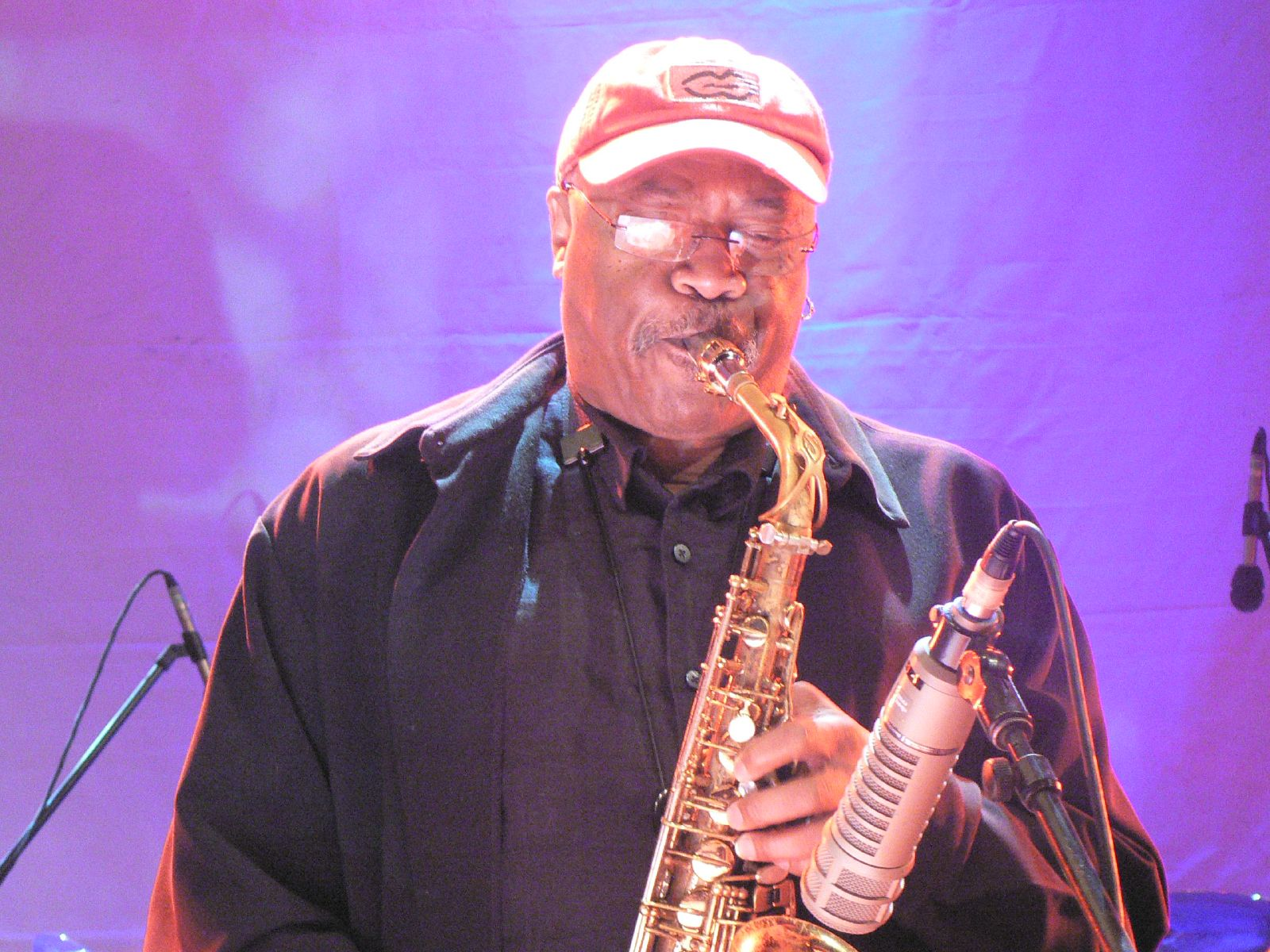
Oliver Lake (2007, Photo: Andy Newcombe)

- Wildflowers 2: The New York Loft Jazz Sessions (Douglas – NBLP 7046)[11]

1 – Flight to Sanity: The Need to Smile 10:47
- Sopransaxophon – Art Bennett
- Bass – Benny Wilson
- Tenorsaxophon – Byard Lancaster
- Schlagzeug – Harold Smith
- Piano – Sonelius Smith
- Trompete – Olu Dara
- Congas – Don Moye

2 – Ken McIntyre: Naomi 6:31
- Perkussion – Andrei Strobert
- Piano – Richard Harper
- Perkussion, Congas – Andy Vega
- Flöte – Ken McIntyre

3 – Anthony Braxton: 73° -S Kelvin 6:41
- Bass – Fred Hopkins
- Gitarre – Michael Gregory Jackson
- Perkussion – Phillip Wilson
- Schlagzeug – Barry Altschul
- Posaune – George Lewis
- Alt- und Bass-Saxophon, Klarinette – Anthony Braxton

4 – Marion Brown: And Then They Danced 7:00
- Congas – Jumma Santos
- Bass – Jack Greg
- Altsaxophon – Marion Brown

5 – Leo Smith & The New Delta Ahkri: Locomotif N°6 6:00
- Piano – Anthony Davis
- Trompete – Wadada Leo Smith
- Bass – Wes Brown
- Drums – Paul Maddox, Stanley Crouch
- Altsaxophon – Oliver Lake

### Wildflowers 3

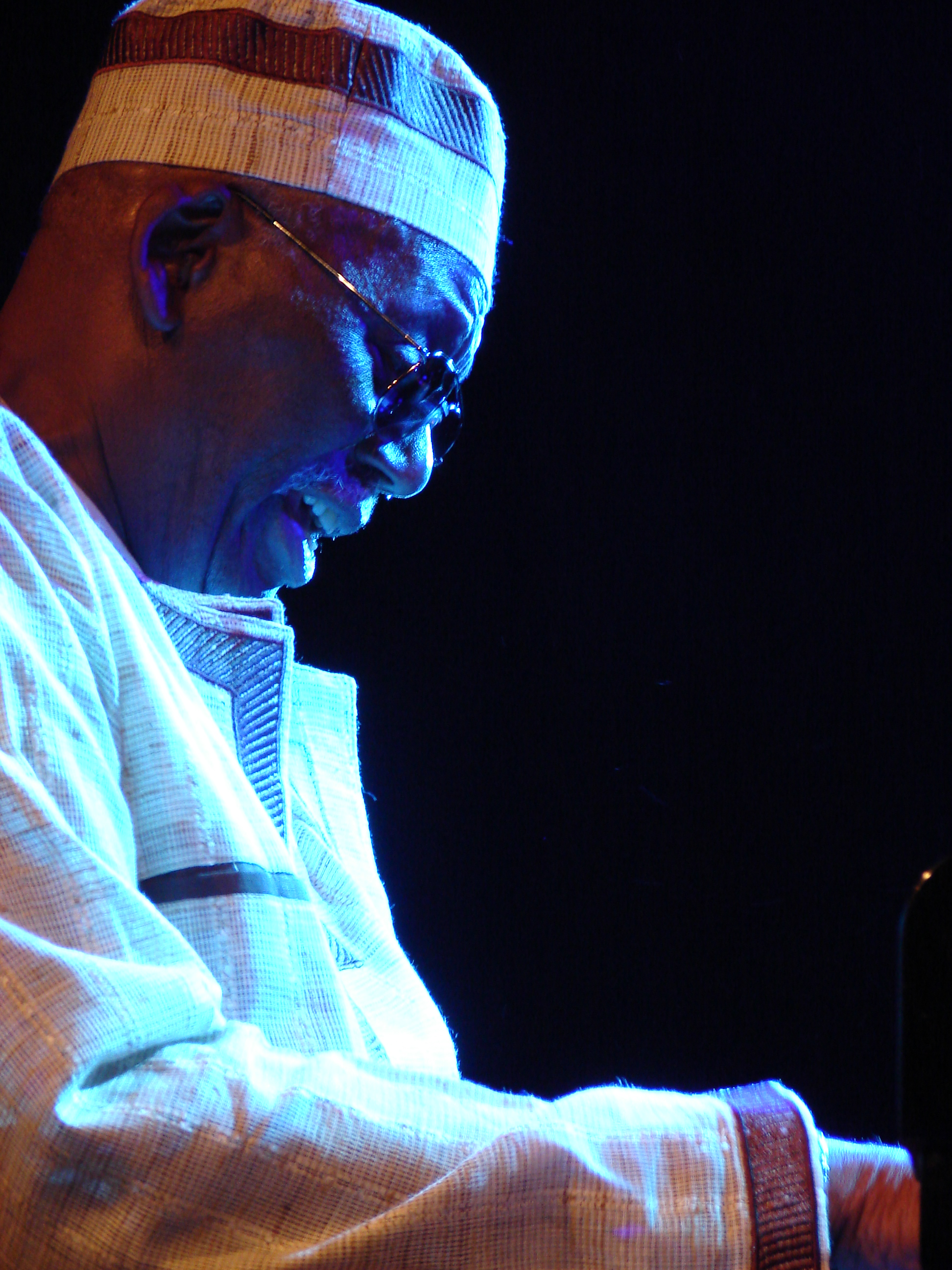
Randy Weston (2007)

- Wildflowers 3: The New York Loft Jazz Sessions (Casablanca Records – NBLP 7047, Douglas – NBLP 7047)[8]

1 – Randy Weston: Portrait of Frank Edward Burton 9:17
- Piano – Randy Weston
- Bass – Alex Blake
- Congas – Azzedin Weston

2 – Jackson: Clarity (2)
- Altsaxophon, Flöte – Oliver Lake
- Bass – Fred Hopkins
- Gitarre – Michael Gregory Jackson

3 – Dave Burrell: Black Robert 6:30
- Piano – Dave Burrell
- Bass – Stafford James
- Drums – Harold White

4 – Ahmed Abdullah: Blue Phase 12:37
- E-Bass – Leroy Seals
- Kontrabass – Rickie Evans
- Gitarre – Mashujaa
- Drums – Rashied Sinan
- Trompete – Ahmed Abdullah
- Saxophone (Tenor, Sopran) – Charles Brackeen

5 – Andrew Cyrille & Maono: Short Short (Cyrille) 7:30
- Trompete – Ted Daniel
- Tenorsaxophon – David S. Ware
- Bass – Lisle Atkinson
- Drums – Andrew Cyrille

### Wildflowers 4

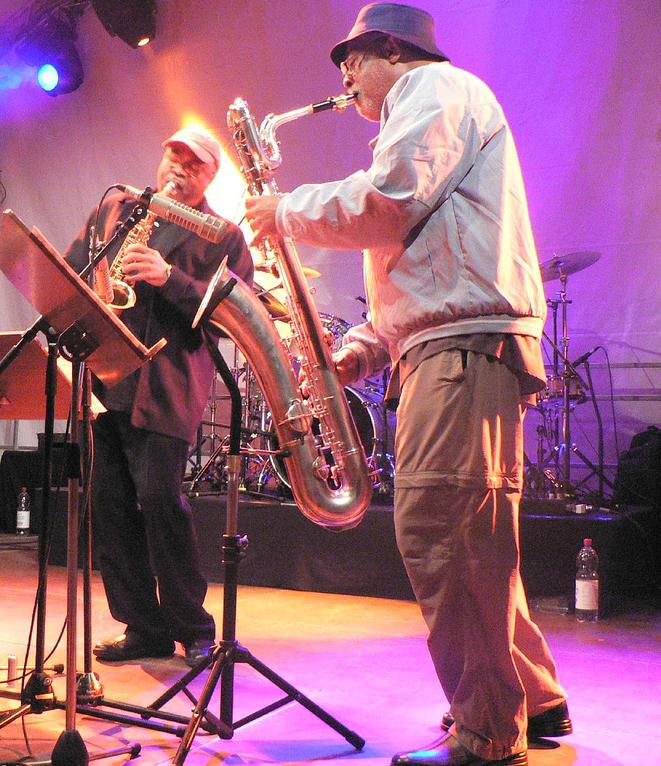
Hamiet Bluiett (2007, mit Oliver Lake (links))

- Wildflowers 4: The New York Loft Jazz Sessions (Douglas – NBLP 7048)

1 – Hamiet Bluiett: Tranquil Beauty 6:17
- Gitarre – Billy Patterson, Butch Campbell
- Klarinette, Baritonsaxophon: Hamiet Bluiett
- Trompete – Olu Dara
- Bass – Juney Booth
- Schlagzeug – Charles Bobo Shaw, Don Moye

2 – Julius Hemphill: Pensive 9:54
- Gitarre – Bern Nix
- Perkussion – Don Moye
- Altsaxophon – Julius Hemphill
- Drums – Phillip Wilson
- Cello – Abdul Wadud

3 – Jimmy Lyons: Push Pull 5:20
- Fagott – Karen Borca
- Bass – Hayes Burnett
- Drums – Henry Maxwell Letcher
- Altsaxophon – Jimmy Lyons

4 – Oliver Lake: Zaki 9:30
- E-Gitarre – Michael Gregory Jackson
- Bass – Fred Hopkins
- Schlagzeug – Phillip Wilson
- Altsaxophon – Oliver Lake

5 – David Murray: Shout Song 2:30
- Tenorsaxophon – David Murray
- Trompete, Flügelhorn – Olu Dara
- Bass – Fred Hopkins
- Schlagzeug – Stanley Crouch

### Wildflowers 5

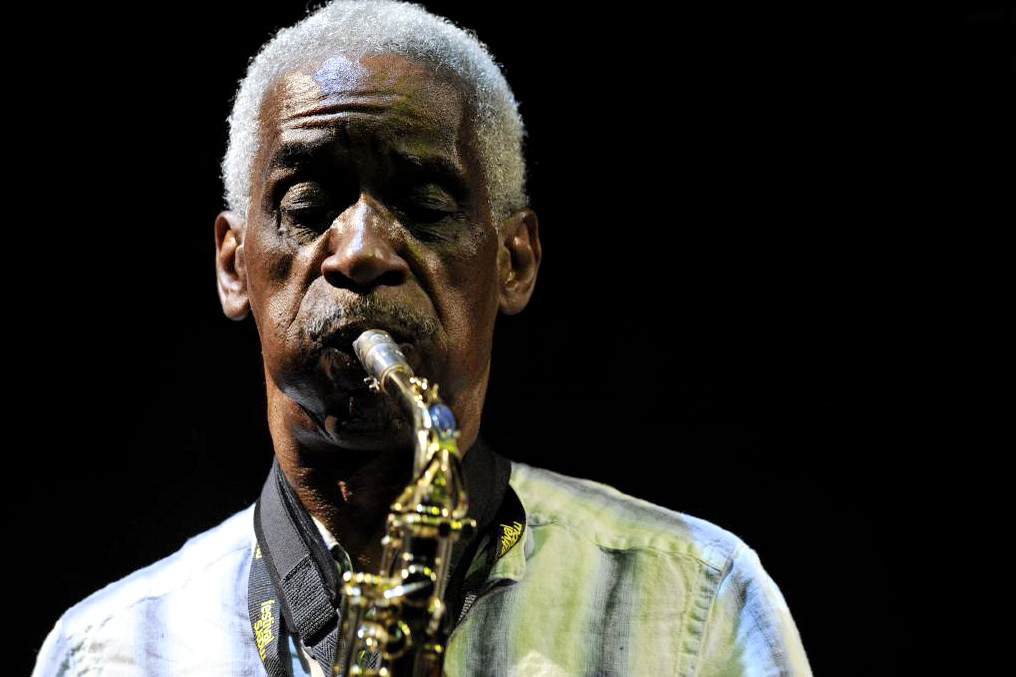
Roscoe Mitchell, mœrs festival 2009

- Wildflowers 5: The New York Loft Jazz Sessions (Douglas – NBLP 7049)

1 – Sunny Murray & The Untouchable Factor: Somethings Cookin 17:00
- Altsaxophon, Flöte – Byard Lancaster
- Vibraphon – Khan Jamal
- Tenorsaxophon – David Murray
- Bass – Fred Hopkins
- Schlagzeug – Sunny Murray

2 – Roscoe Mitchell: Chant 25:19
- Perkussion, Schlagzeug – Jerome Cooper
- Schlagzeug – Don Moye
- Altsaxophon – Roscoe Mitchell